# Senn Moto-Spezial
Senn Moto-Spezial is een historisch merk van motorfietsen.
Zwitsers bedrijf van de gebroeders Georg en Walter Senn dat in de jaren zeventig en tachtig choppers bouwde op basis van Harley-Davidsons. Daar hield men in 1983 42 man mee bezig.